# Rānkūh
Rānkūh (persiska: رانکوه) är en ort i Iran.   Den ligger i provinsen Gilan, i den norra delen av landet, 190 km nordväst om huvudstaden Teheran. Rānkūh ligger 3 meter över havet och antalet invånare är 956.
Terrängen runt Rānkūh är platt åt nordost, men åt sydväst är den kuperad. Runt Rānkūh är det ganska tätbefolkat, med 134 invånare per kvadratkilometer. Närmaste större samhälle är Rūdsar, 4,6 km norr om Rānkūh. Trakten runt Rānkūh består till största delen av jordbruksmark.